# Кадриорг
Кадрио́рг (эст. Kadriorg), до 1918 года Екатеринента́ль (нем. Katharinental, Katarinental — «доли́на Катари́ны») — барочный дворцово-парковый ансамбль в Таллине, микрорайон Кадриорг района Кесклинн. Своё название получил в честь Екатерины I, супруги последнего царя всея Руси и первого всероссийского императора Петра I. Является одним из самых красивых исторических парков в Северной Европе.
Кадриоргский дворец, парк Кадриорг и ещё 9 объектов дворцово-паркового ансамбля внесены в Государственный регистр памятников культуры Эстонии.

## История

### Императорская резиденция
В ходе Северной войны (1700—1721) Эстляндия была присоединена к Российской империи. Ревель капитулировал осенью 1710 года, а уже в декабре 1711 года Пётр I вместе с Мартой Скавронской, будущей императрицей Екатериной I, впервые посетил город. Царю понравились окрестности Ласнамяги. Отсюда с обрыва открывался вид на город и на строившуюся гавань. В 1714 году Пётр выкупил у вдовы Дрентельна в государственную собственность за 3500 талеров часть её летней мызы, расположенной в пригороде, в семистах метрах от моря. Сохранившийся жилой дом этой мызы был приведён в порядок и приспособлен под резиденцию царя. Уже в июне 1714 года царь поселился в нём вместе со своей супругой. Этот дом известен теперь как «домик Петра». Дом был удобным для ночёвок и обозрения живописных окрестностей, но скромностью размеров и оформления не соответствовал своему назначению.
Закладка нового дворцово-паркового ансамбля была начата 25 июля 1718 года по приказу Петра I. Проект составил итальянский архитектор Никколо Микетти. Строительными работами руководил его помощник Гаэтано Кьявери. В 1720 году по настоянию Микетти в Ревель направили Михаила Земцова, возглавившего строительство ансамбля на протяжении четырёх лет по проектам и указаниям Микетти. Начиная с весны 1721 года и до окончания строительства всеми работами руководил один Земцов.
Уже осенью 1719 года боковые павильоны (флигели) были покрыты черепицей, а к весне 1721 года была закончена внутренняя отделка. Стены главного здания начали возводить в 1720 году, и уже на следующий год оно было подведено под крышу. Капители фасада из тёсаного камня, консоли и другие детали каменных украшений изготовил рижский скульптор Генрих фон Берген. В июле 1724 года во время последнего визита Петра I в Ревель большая часть внутренних помещений главного здания была ещё в лесах, основные работы закончились в 1725 году.
На эстонском языке дворец первоначально назывался царской мызой (эст. kuningamõis, в 1732 году упоминается как kunninga mois), затем немецкое название было преобразовано в эстонизированное Кадринталь (эст. Kadrintal) и примерно с 1885 года — в Кадриорг (эст. Kadriorg).
По легенде, при постройке здания Пётр I собственноручно положил три кирпича в его стену. Позднее, когда наружную поверхность стен стали покрывать штукатуркой, строители оставили «царские» кирпичи неоштукатуренными. Эти три кирпича, расположенные в угловой пилястре северного крыла дворца, остаются неоштукатуренными по сей день.
В новом дворце Пётр и Екатерина пожить не успели.
С 1806 года дворец использовался как летняя резиденция эстляндского губернатора. Также, начиная с царствования Елизаветы Петровны, в нём жили во время своих визитов в Ревель все российские императоры, кроме Павла I. В промежутках между царскими визитами во дворце никто не жил.
В 1827–1831 годах было произведено несколько переустройств дворца. На его балконе была установлена чугунная ограда с занавесями; вместо ведущей из главного зала в Цветочный сад парадной лестницы была построена полукруглая веранда; в северном крыле установлена новая лестница. Все помещения были богато меблированы, устроены ванные комнаты, привезены люстры, персидские ковры, произведения искусства, в числе прочего также заказанный специально для Екатеринентальского дворца на Киево-Межигорской фабрике сервиз.

### Резиденция главы Эстонии и художественный музей
После Октябрьской революции в Екатеринентале расположился Ревельский совет рабочих и солдатских депутатов. Когда год спустя дворец был передан в распоряжение городских властей, от прежнего убранства практически ничего не сохранилось, а паркет в парадном зале был сильно повреждён.
В 1921—1929 годах дворец был главным зданием Эстонского художественного музея. Дворец получил эстонизированное название Кадриоргский (эст. Kadrioru loss).
Новый этап в жизни переданного музею в первые годы Эстонской республики дворца наступил в 1929 году и был связан с визитом короля Швеции Густава V. Для размещения высокого гостя было решено использовать Кадриоргский дворец. Коллекции художественного музея были перемещены во временные помещения, а дворец обставлен как подобает парадной резиденции.
С 1929 года по 1940 год во дворце располагалась резиденция государственного старейшины (с 1938 года — президента) Эстонии. В этот период по заданию Константина Пятса и по проекту архитектора Александра Владовского к заднему фасаду дворца был пристроен банкетный зал в необарочном стиле, по сторонам которого расположились столовая и зимний сад. В оформлении интерьеров стремились подражать стилям в убранстве старинных европейских дворцов. Залы были обставлены старинной мебелью, привезенной из усадеб или приобретённой в Ленинграде. В конце 1930-х годов несколько помещений было оформлено в национальном стиле (эти интерьеры сохранились и по сей день). Дворец и территория вокруг него были закрыты для публики.
В 1946—1991 годах в здании дворца вновь работал Эстонский художественный музей. Он был одним из основных мест сосредоточения художественной жизни Эстонии. Здесь выставлялись современные художники, проводились экспозиции классиков эстонского искусства и выставки из собраний различных музеев СССР и стран социалистического блока, знакомившие публику как с современными художниками «братских» республик, так и с наследием мировых классиков.
С 1991 года здание дворца было закрыто на реставрацию. 22 июля 2000 состоялось торжественное открытие дворца теперь уже в качестве Кадриоргского художественного музея — филиала Эстонского художественного музея. В залах дворца экспонируется западноевропейское и русское классическое искусство – живопись, скульптура и прикладное искусство.

## Парк Кадриорг
Периоды возведения парка: 1711—1840 годы, 1841—1917 годы, 1918—1939 годы.
Изначально имел площадь около 300 га. На территории парка были построены оранжереи, в которых круглый год росли экзотические растения и цветы. В настоящее время площадь парка составляет 72,7 га.
В парке находится Дом-музей Петра I, на  юго-восточной границе расположен современный филиал Эстонского художественного музея — Художественный музей Куму.
Здесь же, под склоном Ласнамяги, где кончается современная улица Лидии Койдула, примерно в 1780 году архитектор Иоганн Моор построил одноэтажный дом с башней. В этом доме местный купец Христиан Фрезе основал в конце XVIII века первую в городе ситцевую мануфактуру. В начале XIX века в доме обосновалась инженерная команда военно-морского ведомства России, занимавшаяся строительством портов на Балтике. В 1827 году ликвидировали башню и надстроили второй этаж. 7 мая 1863 года по указу императора Александра II в Ревеле был открыт пансионат для дворянских вдов и сирот (Мариинский приют гильдии Святого Канута), которому и был передан этот дом. В 2003—2012 годах это здание использовал Таллинский русский музей. С 2017 года его занимает детский сад «Лотте».
Приморская часть парка была дополнена по принципам пейзажного парка в 1897 году директором Рижских садов и парков Георгом Куфaльдтом.
В 1902 году там был установлен памятник броненосцу «Русалка» (памятник искусства и истории).
Парк Кадриорг также включает в себя Детский парк. Павильон Детского парка внесён в Государственный регистр памятников культуры Эстонии как архитектурный памятник.
Пруды в парке были выкопаны сразу же при закладке дворца как для оживления ландшафта, так и для осушения почвы. Старейшими из них были пруд во дворе Мариинского приюта, пруд к северу от теперешней дороги Кадри, Верхний пруд между дворцом и домиком Петра и Нижний («Лебединый») пруд в западной части парка. Верхний пруд, как и бывшие тогда в парке фонтаны и каскады, получал воду в основном из Верхнего озера. Посреди пруда находился обложенный плитняком островок. Нижний пруд получал воду из ключей, бивших у подножья Ласнамяги. Ключевую воду по подземному водостоку отводили в пруд. Впоследствии на островке Нижнего пруда были посажены деревья и построен павильон. Неподалёку от хозяйственных построек дворца, возле аллеи Ронга был выкопан ещё один пруд.
С 1991 по 2000 годы дворец и парк были на реставрации. Были отреставрированы или практически заново построены и входившие в дворцово-парковый комплекс хозяйственные постройки — вахтенная, кухня, гостевой дом и павильон-люстгауз, часть из которых к этому времени сильно обветшала.
В 1990-х годах была восстановлена парковая планировка Георга Куфальдта. Основную массу древесной растительности в парке Кадриорг составляют различные виды лиственных деревьев.
К 2000 году была воссоздана часть окружавшего когда-то дворец регулярного парка — Цветочный сад.
31 июля 2011 года в парке был открыт Японский сад. Работы над ним велись с 2008 года по проекту ландшафтного дизайнера из Киото Масао Соне.
- Лебединый пруд с беседкой
- Северо-восточный пруд
- Японский сад
- Пруд в японском саду

## Канцелярия президента Эстонии
На месте и вокруг Верхнего (Миражеского) пруда Кадриорга (и на одной оси с Кадриоргским дворцом) в 1937–1938 годах по проекту архитектора Алара Котли было построено административное здание Канцелярии Президента Эстонии (эст. Kadrioru administratiivhoone). Важнейшими представительскими помещениями в нём были зал заседаний Государственного совета, большой рабочий кабинет и т. н. Посольский зал. Первоначальный дизайн зала заседаний Государственного совета с мебелью в стиле ар-деко сохранился до наших дней. В 1939 году на крыльце здания были установлены две статуи бронзовых леопардов, которые должны были символизировать государственную власть Эстонии, однако они пропали в годы немецкой оккупации. Во времена советской власти в этом здании располагался Президиум Верховного Совета Эстонской ССР. В настоящее время в здании, как и прежде, располагаются Канцелярия президента Эстонии, рабочие кабинеты и представительские помещения главы государства.
- Главный фасад Канцелярии президента Эстонии
- Смена почётного караула
- Зал заседаний Государственного совета
- Ворота парка президентской канцелярии

## Район Кадриорга
До времени создания царского дворцово-паркового ансамбля этот район называли «Фонненталь» (нем. Fonnenthal). В XVII веке здесь были построены несколько летних мыз (дач), самая большая из которых принадлежала секретарю Ревельской ратуши Хинриху Фонне (Hinrich Fonne). В этом районе также располагались летние мызы семейств Бланкенхаген (Blanckenhagen), Бурхардт, Дрантен (Dranten) и Виттверс (Wyttwers).
В начале XIX века в районе Екатериненталя был расположен пригород Ревеля, по-русски называемый «слободой». Здесь в основном проживали работники, обслуживавшие дворец и парк. По мере застройки района жилыми домами и местами оказания услуг, престижность района росла. В 1832 году здесь отдыхали три дочери всероссийского императора Николая I.
В 1880 году в Екатеринентале, на т. н. лугу Лютера (участок земли между современными улицами Яана Поска, Ф. И. Видемана,  Й. Кёлера и Ф. Р. Фельмана) прошёл III Всеобщий певческий праздник (I Таллинский эстонский певческий праздник). В 1965 году в честь этого события на лугу Лютера был установлен памятный камень с надписью на эстонском и русском языках.
В течение первого десятилетия независимости Эстонской республики Кадриорг стал центром художественной и культурной жизни. Многие художники, например, скульптор Яан Коорт, живописцы Йоханнес Греэнберг, Аугуст Янсен и др. построили мастерские в окрестности дворца.

## Галерея
- Садовый фасад Кадриоргского дворца
- Плафон большого зала «Диана и Актеон»
- Большой зал дворца. Слева под потолком изображена монограмма Екатерины I, справа — Петра I[25]
- Один из флигелей дворца
- Фонтан «Нептун» в Цветочном саду
- Вахтенный дом
- Павильон Детского парка
- Вид на памятник «Русалка» от дворца Кадриорг